# Прежењске Њиве
Прежењске Њиве (словен. Preženjske Njive) су насељено место у општини Литија, Засавска регија, Словенија.

## Историја
До територијалне реорганизације у Словенији била је у саставу старе општине Литија.

## Становништво
У попису становништва из 2011. године, Прежењска Њиве је имала 20 становника.
| Број становника према пописима | Број становника према пописима | Број становника према пописима |
| ------------------------------ | ------------------------------ | ------------------------------ |
| 1991                           | 2002                           | 2011                           |
| 16                             | 16                             | 20                             |

Напомена: Године 1995. смањен за део насеља од којег је са издвојеним деловима насеља Превале, Сподње Јелење и Чепље формирано ново самостално насеље Бистрица.